# Gyanakvó elmék
A "Gyanakvó elmék" (Suspicious Minds) a Született feleségek (Desperate Housewives) című amerikai filmsorozat kilencedik epizódja. Az Amerikai Egyesült Államokban először az ABC (American Broadcasting Company) adó sugározta 2004. december 12-én.

## Szereplők
- - Susan Mayer – Teri Hatcher
  - Lynette Scavo – Felicity Huffman
  - Bree Van De Kamp – Marcia Cross
  - Gabrielle Solis – Eva Longoria
  - Mary Alice Young – Brenda Strong
  - Mike Delfino – Jamie Denton
  - Edie Britt – Nicollette Sheridan
  - Paul Young – Mark Moses
  - Zach Young – Kody Cash
  - Carlos Solis – Richardo Antonio Chavira
  - Rex van de Kamp – Steven Culp
  - Tom Scavo – Doug Savant
  - John Rowland – Jesse MetCalfe
  - Julie Mayer – Andrea Bowen
  - Martha Huber – Christine Estabrook
  - Preston Scavo – Brent Kinsman
  - Porter Scavo – Shane Kinsman
  - Juanita Solis (Solis Mama) – Lupe Ontiveros
  - Noah Taylor – Bob Gunton
  - Maisy Gibbons – Sharon Lawrence
  - Dr. Albert Goldfine – Sam Lloyd
  - Jordana Geist – Stacey Travis
  - Dr. Sicher – Gregg Daniel
  - Danielle Van De Kamp – Joy Lauren
  - Mrs. Truesdale – Shannon O'Hurley
  - Yao Lin – Lucille Soong
  - Ida Greenberg – Pat Crawford Brown
  - Jerry Shaw – Richard Roundtree
  - Dr. Chang – Freda Foh Shen
  - Crowley atya – Jeff Doucette

## Mary Alice epizódzáró monológja
- A narrátor, Mary Alice monológja az epizód végén így hangzik (a magyar változat alapján):

"Az ember bonyolult teremtmény. Egyrészt nemes, jótékony cselekedetekre képes, másrészt a legaljasabb csalásokra kapható. Állandó küzdelem ez, amely ott dúl mindannyiunkban. Természetünk angyalai viaskodnak belső démonaink kísértésével. És néha a sötétség elűzésének egyetlen módja az, ha felragyogtatjuk az együttérzés fényét."

## Epizódcímek szerte a világban
- Angol: Suspicious Minds (Gyanakvó elmék)
- Francia: Vol au-dessus d'un nid de nounous
- Német: Das Geständnis (A vallomás)
- Olasz: Menti sospettose (Gyanakvó elmék)